# 亀岡市立図書館
亀岡市立図書館（かめおかしりつとしょかん）は、京都府亀岡市の市立図書館。
この他に大井分館、ガレリア分館、馬堀分館、川東地域図書館、西部分室がある。

## 沿革
- 1967年10月17日 – 旧市民会館で図書館が開館される。
- 1983年10月8日 – 亀岡市立図書館大井分室が開室。
- 1993年7月20日 – 亀岡市立図書館大井分館が開館。
- 1994年5月1日 – 亀岡市立図書館馬路分室が開室。
- 2001年4月1日 – ガレリアかめおか図書室を亀岡市立図書館ガレリア分館として設置。
- 2002年7月20日 – 亀岡市立図書館馬路分館開館。
- 2005年4月23日 – 亀岡市立図書館西部分室開室。
- 2016年10月1日 – 川東地域図書館開館。
- 2024年5月1日 – 亀岡市立図書館中央館がリニューアルオープン。愛称は「こもれびの森 かめおか」[2]。

## サービス
予め、利用者カードを取得しておく必要がある。カードは本館、分館共通である。
図書館カードと資料を図書館カウンターへ持っていく。本・雑誌は15日間で10冊、視聴覚資料（CD、ビデオ、DVD）は15日間1人3点まで借りることが可能。
返却するときは、返す資料を図書館カウンターまで持っていく。図書館カードは必要ない。図書館が閉館している時は、返却ポストを利用出来る（中央観・大井分館・ガレリア分館・馬堀分館の各館にある）。返却ポストに入れても、返却処理が終わるまでは、「貸出中」の扱いになる。
CDやビデオ、DVD等の視聴覚資料、多感からの借用資料は返却ポストに入れずに、直接カウンターに持っていく。
貸出期間を延長したい時は、借りている資料の場合は返却期限内に電話で連絡をすれば次に予約がない場合のみ、1回だけ15日間の貸出延長ができる。延長手続きは、ホームページからの操作でも可能。借りている本を再度借り直したい場合は、カウンターで返却手続きを行う。次に予約がなければ再度借りることが可能。

### 開館時間
- 火曜日 - 日曜日 9時00分-18時00分

### 休館日
- 月曜日
- 年末年始
- 特別整理期間
- 蔵書整理日（毎月最終金曜日）
- その他、臨時休館がある。

## 立地
- JR嵯峨野線「亀岡駅」下車。徒歩10分。

## 分館

### 大井分館
大井分館は、亀岡市大井町土田2丁目11番地20-206号室（メディアス亀岡2F）にある亀岡市立図書館の分館。正式名称は「亀岡市立図書館大井分館」。

#### 施設
- 分館面積 – 274,13㎡
- 図書収容能力 - 2,2000冊
- 閲覧室 - 35席
- 駐車場台数 - 13台（メディアス店舗共用）

#### 開館時間
- 火曜日 - 日曜日 10時00分-18時00分

#### 休館日
- 月曜日・祝日
- 図書整理日（毎月最終金曜日）
- 年末年始
- 特別整理期間

#### 立地
JR嵯峨野線「並河駅」徒歩2分の場所に位置する。

### ガレリア分館
ガレリア分館は、亀岡市余部町宝久保1番地の1に所在する分館。正式名称は「亀岡市立図書館ガレリア分館」。

#### 施設
- 敷地面積 – 1,083,49㎡
- 図書収容能力 - 5,7000冊
- 駐車場台数 - 約400台（地下駐車場含む）

#### 開館時間
- 月曜日 – 水曜日、金曜日 - 日曜日 10時00分-18時00分

#### 休館日
- 木曜日（祝日の場合は翌金曜日）
- 図書整理日（毎月最終金曜日）
- 特別整理期間
- ガレリアかめおか休館日

その他、臨時休館あり。

#### 立地
JR嵯峨野線「亀岡駅」徒歩20分。京阪京都交通バス/亀岡地区コミュニティバス「ガレリアかめおか」下車すぐ

### 馬堀分館
馬堀分館は亀岡市篠町馬堀駅前2丁目3番地1-112号に所在する分館。正式名称は「亀岡市立図書館馬堀分館」。

#### 施設
- 敷地面積 – 1,083,49㎡
- 図書館収容力 - 2,3000冊
- 駐車場台数 - 5台

#### 開館時間
- 火曜日 – 日曜日 10時00分-18時00分

#### 休館日
- 月曜日・祝日
- 年末年始
- 図書整理日（毎月最終金曜日）
- 特別整理期間

その他、臨時休館あり。